# 플라워 파워

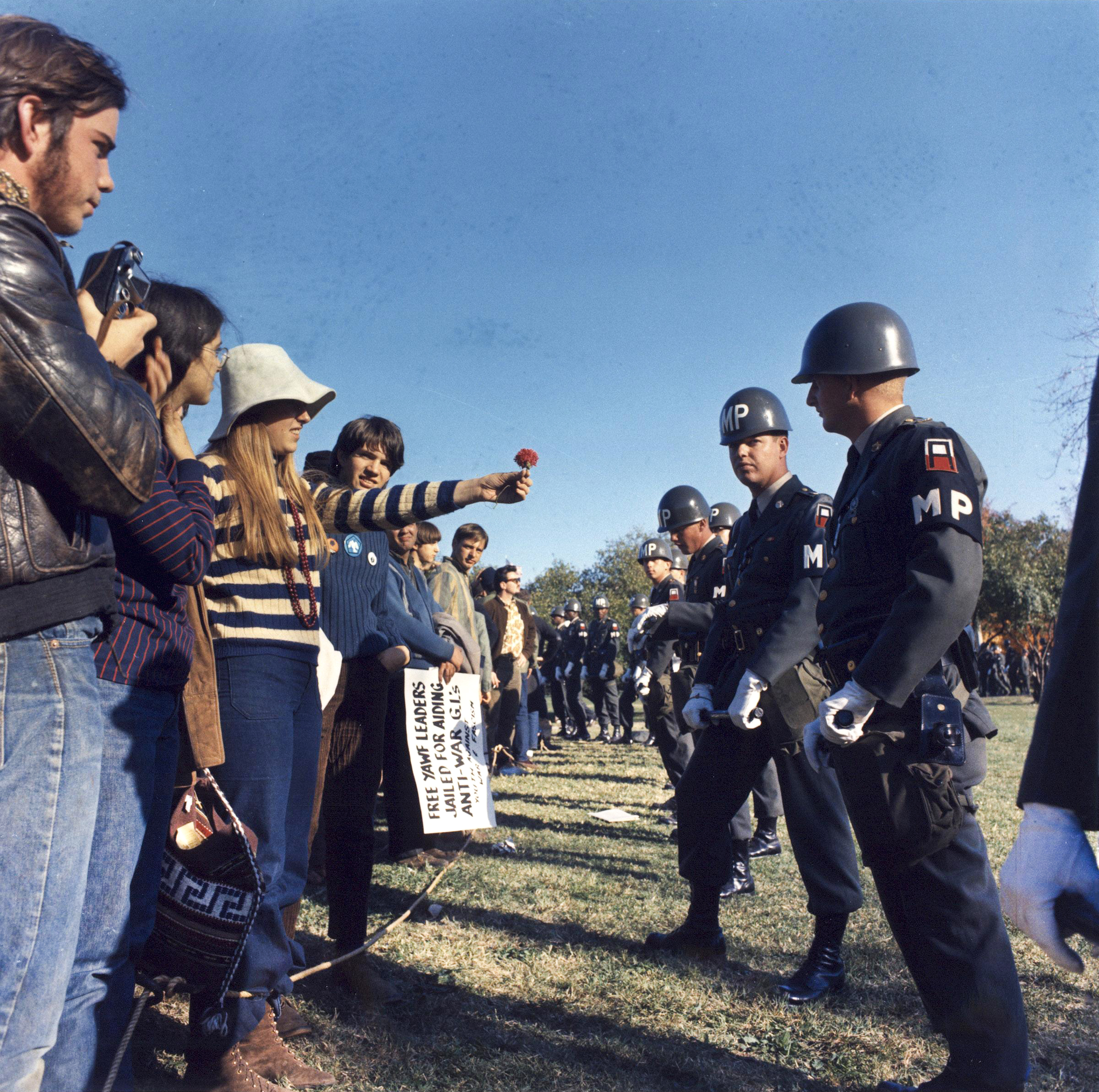
1967년 10월 21일 버지니아주 알링턴에 있는 팬타곤에서 열린 베트남 전쟁 반대 시위에서 시위대가 군사경찰에게 꽃을 건네고 있다.

플라워 파워(영어: flower power)는 1960년대 후반에서 1970년대 초반 사이에 있었던 미국 비폭력 저항의 상징이다. 플라워 파워는 베트남 전쟁에 반대하는 반전 운동에 뿌리를 두고 있었다. 1965년 미국의 비트 세대 시인인 앨런 긴즈버그가 반전 평화 운동을 플라워 파워라고 표현하기 시작했으며 전쟁 반대 운동을 보다 긍정적인 평화 운동으로 전환하기 위해 주창하였다. 플라워 파워를 적극적으로 수용한 것은 히피들로 이들은 형형 색색의 옷을 입고 머리에 꽃을 꽂고 사람들에게 꽃을 나누어 주며 화동을 자처하여 이 상징을 받아들였다. 훗날 히피 운동에 약물 사용과 반문화 운동, 사이키델릭 음악과 같은 현상이 두드러지자 이러한 문화 경향을 가리키는 의미로도 쓰이게 되었다.

## 유래
플라워 파워는 캘리포니아 버클리에서 베트남 전쟁 반대를 위한 상징적 행동으로 시작되었다. 1965년 11월 3일 긴즈버그는 《행진/장엄한 광경을 만드는 방법 》이라는 기고문을 통해 시위대가 경찰관, 언론인, 정치인 그리고 구경꾼에게 "꽃 무더기"를 주어야 한다고 주장했다. 반전 시위대가 꽃, 장난감, 깃발, 사탕 및 음악과 같은 소품을 사용하면서 집회는 거리극 형태로 바뀌었고 격렬한 대치에서 나오는 두려움과 분노, 물리적 충돌의 위협이 줄어들었다. 긴즈버그는 특히 당시 전쟁을 지지하고 반전 운동을 공산주의자라 부르며 캘리포니아 대학교 버클리에서 열릴 전쟁 반대 시위를 폭력적으로 방해하겠다고 위협한 오토바이 갱단 헬스 앤젤스와 같은 "구경꾼"에 대해 평화적으로 맞서고 싶어하였다. 긴즈버그의 제안에 따라 "꽃의 힘"을 사용한 평화적 시위는 긍정적인 평가를 받았고 이후 히피 운동의 상징이되었다.

## 운동
"플라워 파워"의 외침은 온 땅에 울려 퍼졌다. 우리는 꽃이 시들지 않게 하리라. 천 개의 꽃송이를 피우자."

총검 앞에서 꽃을 들고 맞선 잔 로즈 카스미르

1966년 말 게릴라극 형식으로 진행된 플라워 파워 운동은 캘리포니아를 넘어 미국의 다른 지역으로 퍼졌나갔다. 뉴욕시의 진보적 인형극을 올리던 빵과 인형 극장은 반전 운동을 위해 풍선과 꽃을 나눠주는 수 많은 시위를 펼쳤다. 뉴욕 활동가들이 발행 한 잡지 인 《비폭력 워크샵》(Workshop In Nonviolence, WIN)은 플라워 파워 시위를 장려하였다. 1967년 5월 애비 호프먼은 "꽃의 여단"을 조직하여 베트남 파병 군인을 위로하는 행진을 벌였다. 이들은 꽃과 깃발을 들고 사랑의 상징으로 분홍색 포스터를 입고 행진을 벌였으며, 이에 반대하는 전쟁 지지자들은 행진에 참여한 사람들에게 폭력을 휘둘렀다. 이 장면은 뉴스 보도를 통해 시민들에게 알려 졌다. 호프먼은 《비폭력 워크샵》에 "이스트강에 수선화로 만든 지뢰를 심는 계획이 이루어지고 있다. 민들레 사슬이 징집 사무소를 감싸고 있다. …… '플라워 파워'의 외침은 온 땅에 울려 퍼졌다. 우리는 꽃이 시들지 않게 하리라"라고 기고하였다.
뉴욕 행진이 있은 다음 주 일요일 WIN 활동가들은 "군인의 날"을 "꽃의 날"로 선언하고 센트럴 파크에서 군인인 날 행진에 맞선 집회를 열었다. 그러나 군대 반대 집회는 그다지 효과가 없었고 호프먼은 게릴라극에 참여하는 활동가가 보다 분투해야 한다고 평했다.
1967년 10월, 호프만과 제리 루빈은 팬타곤 행진을 조직하여 플라워 파워가 극적인 광경을 연출하는 것을 도왔다. 그들은 팬타곤 철폐를 요구하며 행진하였고 경비대와 맞서게 되자 군인의 총신에 꽃을 꽂았다. 이 장면은 가장 널리 알려진 플라워 파워 운동의 상징 가운데 하나가 되었다.
군대에 맞서 꽃을 내미는 장면은 1960년대의 반전 시위의 주요 이미지가 되었다. 프랑스 사진작가 마르크 리부가 촬영한 당시 17세 고등학생 잔 로즈 카스미르의 모습은 전 세계에 알려져 인쇄되었다. 카스미르는 총검을 겨누고 있는 군인 앞에서 국화꽃을 들었다. 《스미소니언 매거진》은 이 장면을 "군대와 무고한 화동의 가혹한 병치"라고 평했다.
이와 같은 대치는 1967년에서 1973년까지 계속되었다. 워싱턴의 유명한 사진가 버니 보스턴은 《플라워 파워》라는 이름의 사진으로 1967년 퓰리처상 후보에 올랐다. 1967년 10월 21일에 찍은 이 사진은 터틀넥 스웨터를 입은 장발의 젊은이가 카네이션을 군사경찰의 총신에 넣는 모습을 담았다.
1971년 12월 10일 존 레논은 인종차별 반대 모임인 화이트 팬더 파티가 주최하는 존 싱클레어를 위한 집회에 참가하였다. 화이트 팬더 파티의 창립 회원이자 반전 운동을 주도하던 시인인 싱클레어는 대마초 소지 혐의로 10년 형을 선고받은 상태였다. 여기서 존 레논은 "오케이, 그래서 플라워 파워가 안먹히네요. 뭐 어쩌라고요. 우린 다시 시작합니다."라고 발언하였다.
1970년대 초반까지 맹위를 떨치던 플라워 파워 운동은 1973년 미국이 징병제를 폐지하고 베트남에서 철수하자 차츰 시들해졌다.

## 문화적 유산
플라워 파워 운동의 상징적인 중심은 캘리포니아 샌프란시스코의 헤이트에시버리 지역이었다. 1960년대 중반, 헤이트 거리와 에시버리 거리가 교차하는 이 지역은 사이키델릭 록 음악의 중심이 되었다. 제퍼슨 에어플레인, 그레이트풀 데드 그리고 재니스 조플린과 같은 음악가와 밴드는 모두 이 교차로에서 가까운 거리에 살았다. 1967년 동안 열린 사랑의 여름에 수천명의 히피가 이 거리에 모여 히피의 수천에 의해 대중화,이 모여 〈San Francisco (Be Sure to Wear Flowers in Your Hair)〉(샌프란시스코, 당연히 머리에 꽃을 꽂아야 합니다)와 같은 노래를 불렀다. 1967년 7월 7일 CBS 뉴스는 "히피 유혹"과 같은 프로그램을 제작하였다. 언론의 관심과 함께 히피 하위문화는 미국을 넘어 세계적인 현상이 되었고, 그해 여름 비틀즈의 "All You Need Is Love"는 플라워 파워 운동을 상징하는 노래가 되었다. 6월 25일, 비틀즈가 텔레비전 프로그램 아워 월드에서 이 노래를 불렀을 때 4억 명으로 추정되는 청중이 이를 들었다.

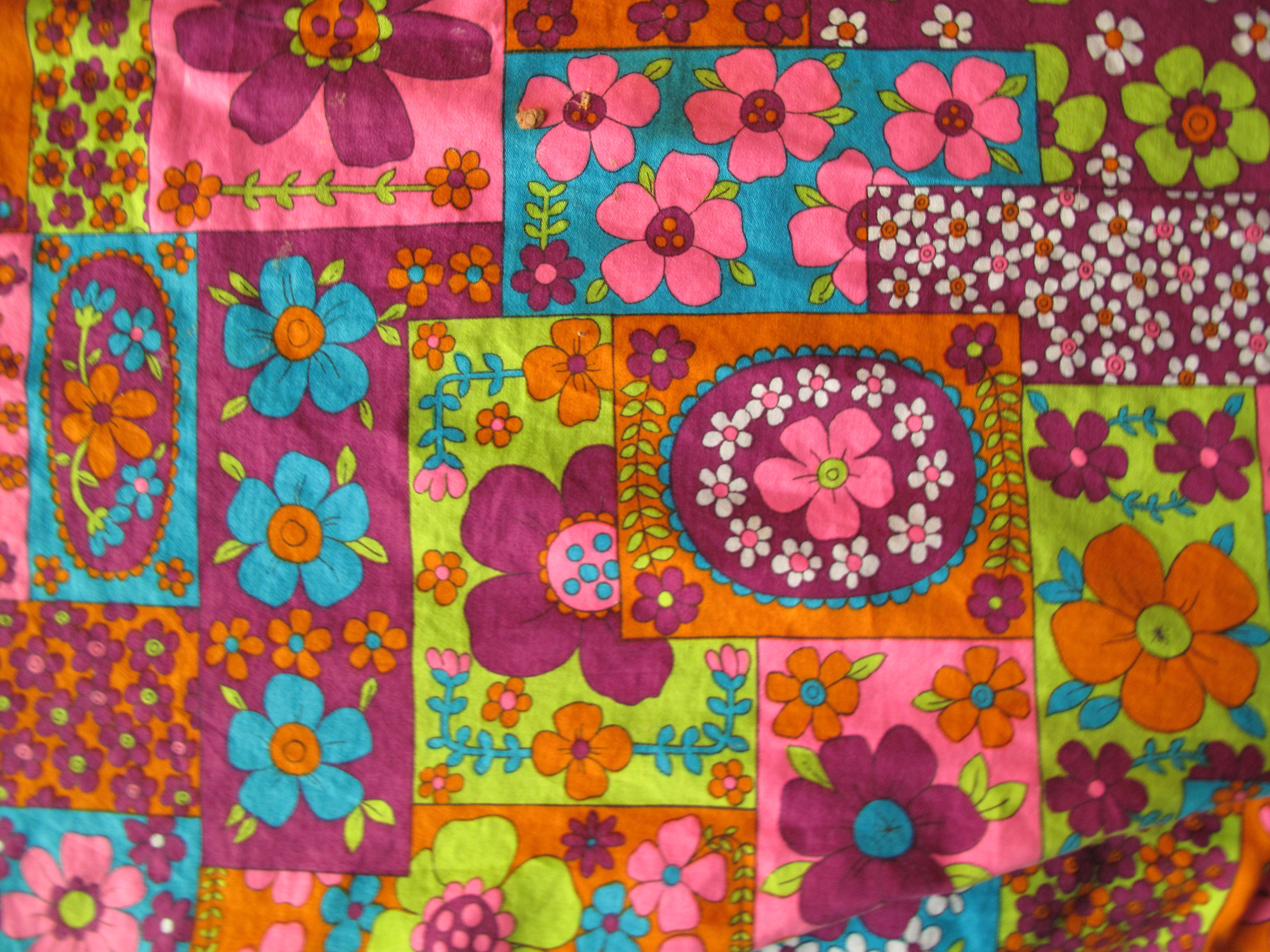
히피 문화가 반영된 1960년대 후반의 면직물 (미국)

밀튼 글레이저, 하인츠 에델만, 피터 맥스와 같은 아방가르드 예술가는 플라워 파워의 또 다른 상징이 되었다. 에델만은 비틀즈가 1968년 제작한 애니메이션 《옐로우 서브마린》(Yellow Submarine, 노란 잠수함)에 참여하여 그의 예술 세계를 전 세계에 알리게 되었다. 푸시 핀 스튜디오의 밀튼 글레이는 느슨하고 환각적인 그래픽 디자인을 개발하였는데 이는 1966년 밥 딜런의 포스터에 잘 드러나 있다. 이 포스터를 제작한 사람은 팝 아티스트 피터 맥스로 데이클로 사의 유채 물감을 사용해 생생한 색상을 표현하였고, 이는 플라워 파워 예술의 아이콘이 되었다. 맥스는 《라이프》의 1969년 9월 커버 스토리에 소개되었고, NBC의 《조니 카슨 투나잇쇼》와 같은 텔레비전 프로그램에도 출연하여 플라워 파워 예술을 알렸다.

## 같이 보기
- 히피
- 반전 운동